# Bešenovoklostret
Bešenovoklostret (serbiska kyrilliska: Манастир Бешеново; latinska: Manastir Bešenovo; kyrkslaviska: Монасты́рь Бешеново) är ett serbisk-ortodoxt kloster beläget på berget Fruška Gora i provinsen Vojvodina, i norra Serbien.

## Historik
Bešenovoklostret grundades av den serbiske kungen Dragutin i slutet av 1300-talet.

## Bilder

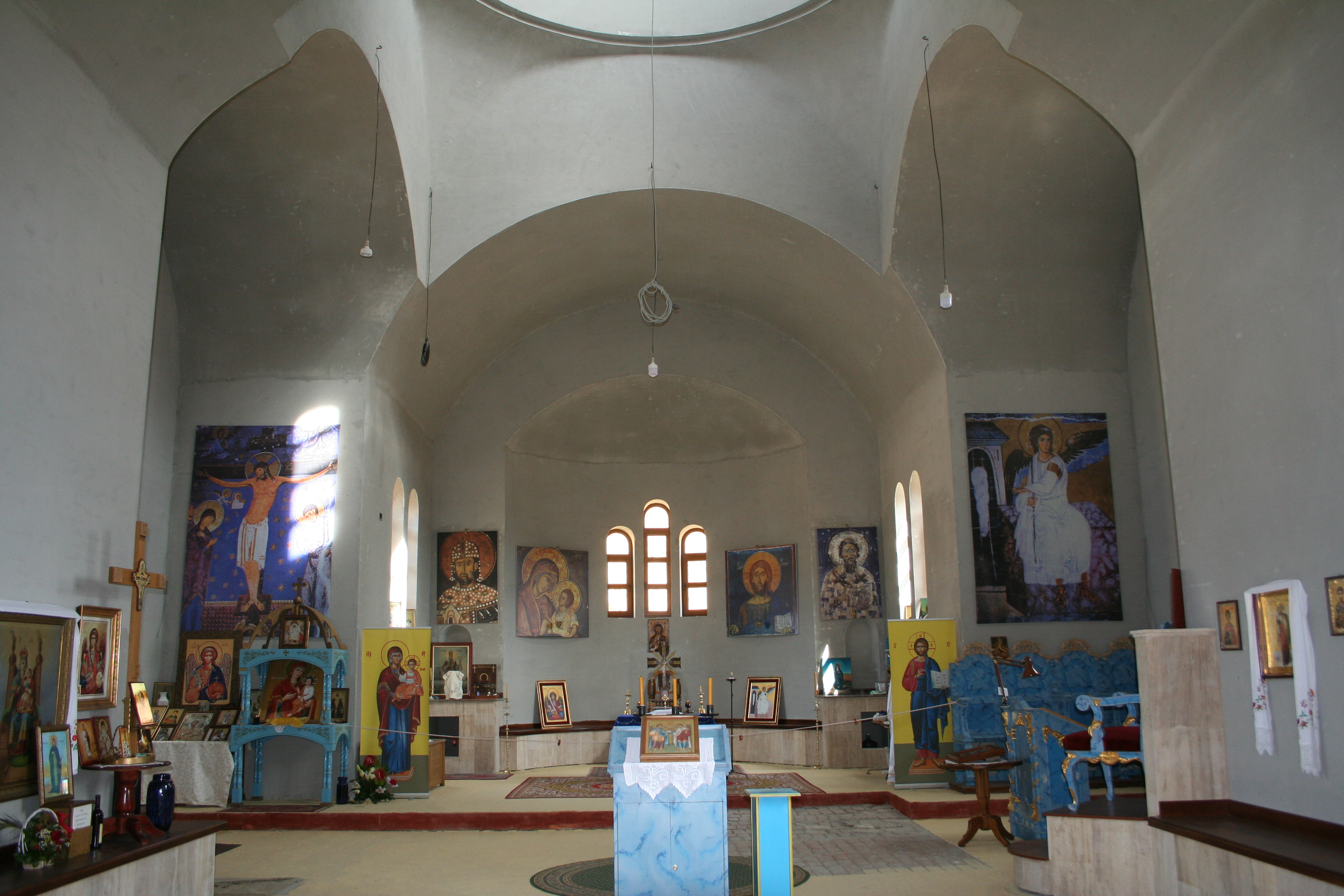
Klosterkyrkans interiör mot ikonostasen.
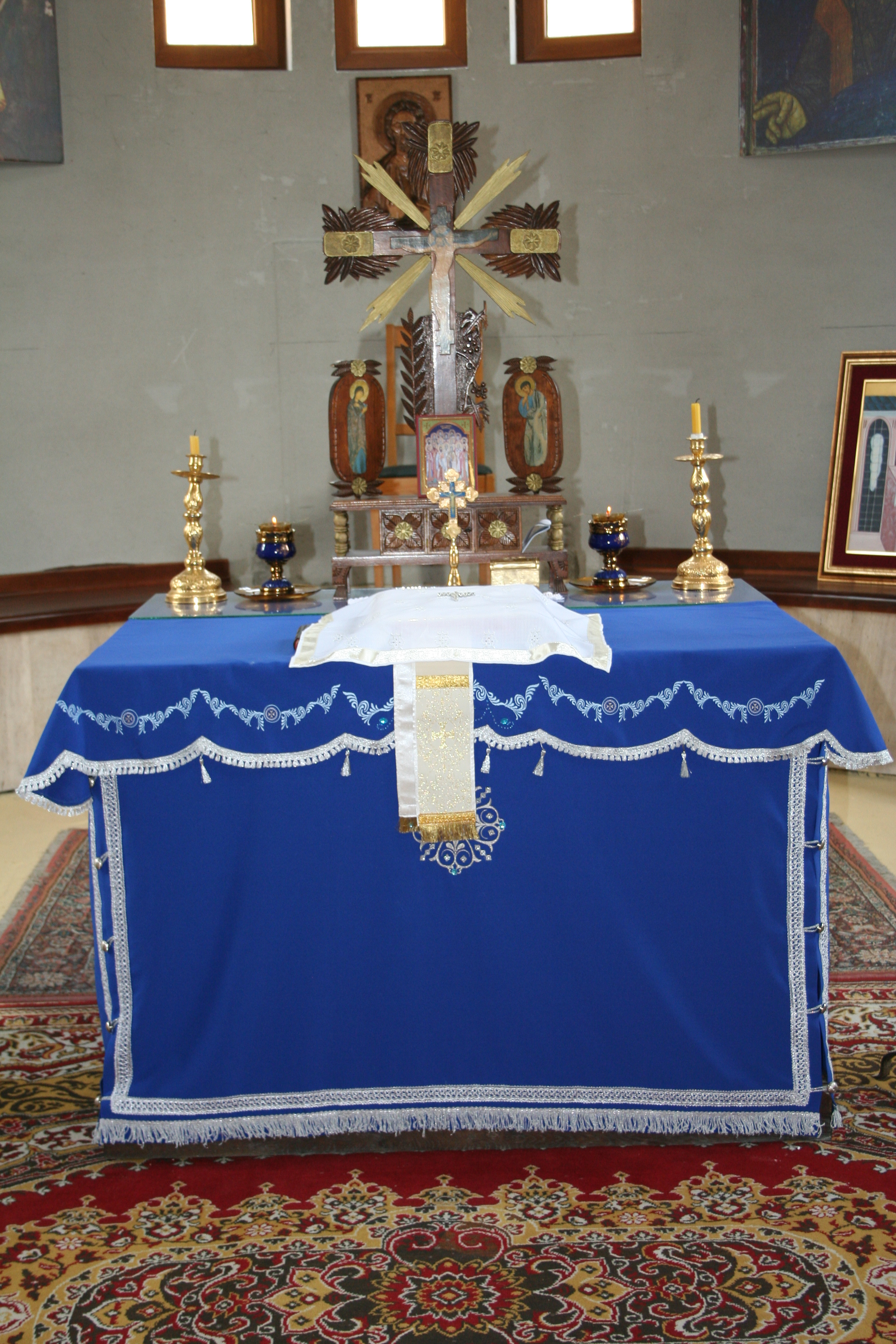
Altaret.
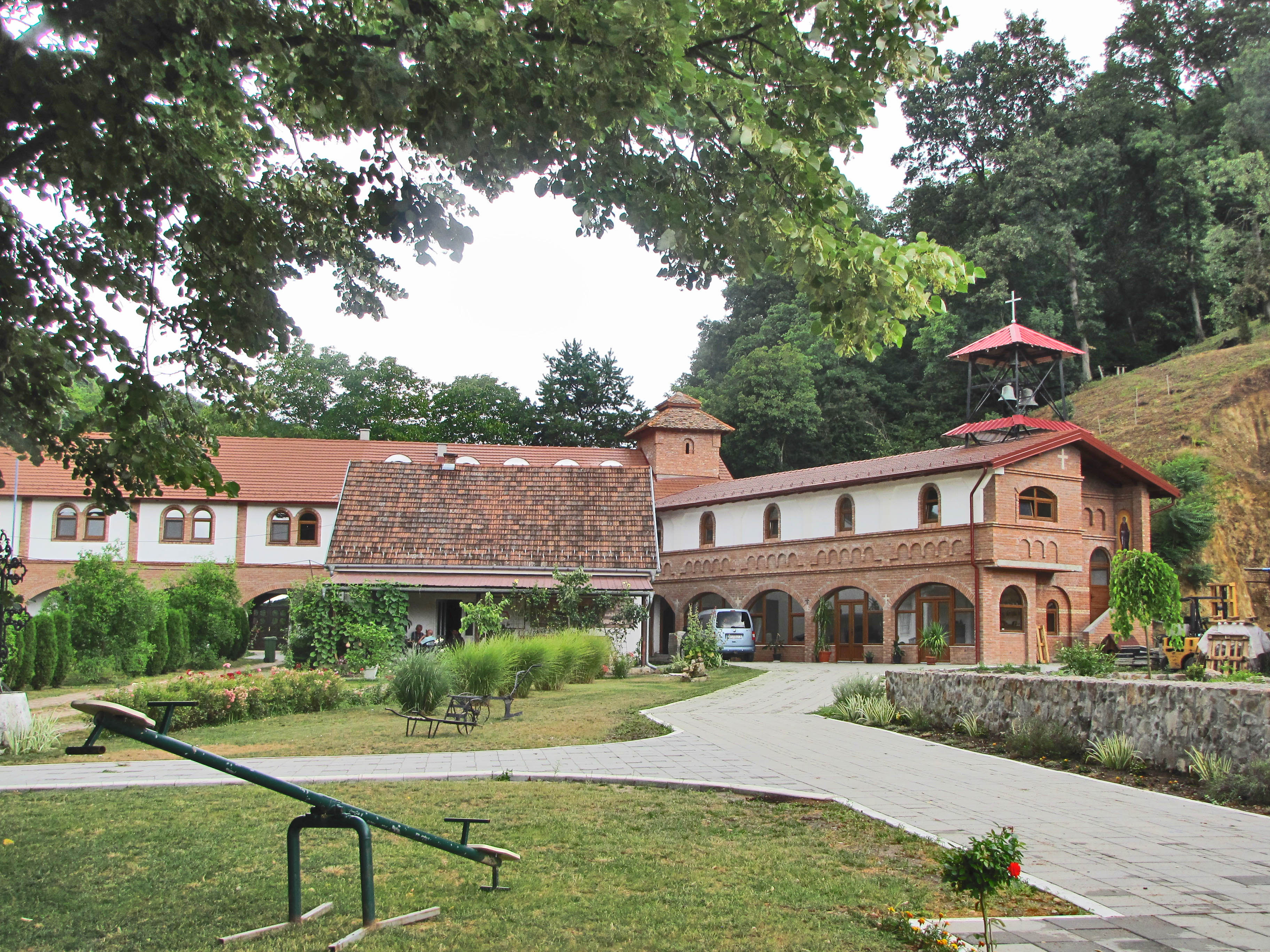
Klostret.
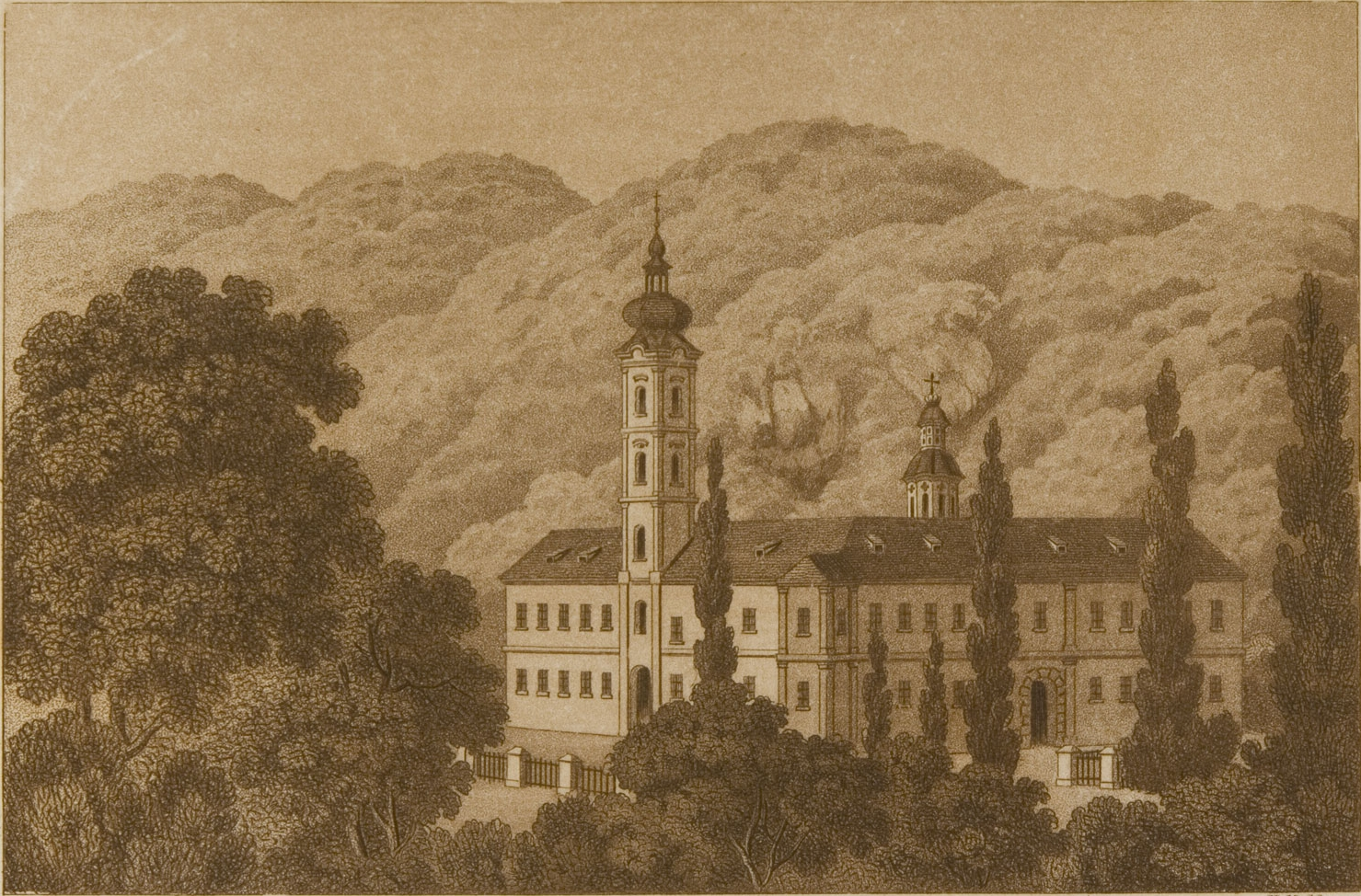
Bešenovoklostret 1861.